# منصور دوم سامانی
منصور دوم سامانی (منصور بن نوح) (۳۸۹ – ۳۸۷ ه‍.ق) از پادشاهان سامانی بود. وی، پس از درگذشت پدرش، با حمایت فائق خاصه و یک افسر ترک دیگر به نام بکتوزون به تخت نشست و سرانجام نیز با خیانت همین دو تن از تخت به زیر کشیده شد.
امیر منصور دوم، فرماندهی ارتش نیشابور را به بکتوزون داد؛ ولی سلطان محمود غزنوی که از این موضوع ناراحت بود به امیر نوشت که خراسان را امیر نوح دوم به او داده بوده و اکنون نیز باید در دست او باشد. امیر منصور به او پاسخ فرستاد که بلخ و ترمذ و هرات و غزنه و بُست از آن او باشد و بقیه خراسان را به بگتوزون واگذارد. تلاش‌های مسالمت‌آمیز محمود به جایی نرسید و او به نیشابور لشکر کشیده، بگتوزون گریخته و محمود وارد شهر شد.
در این هنگام، امیر منصور دوم شخصاً از بخارا حرکت کرد تا محمود را از نیشابور براند و چون به سرخس رسید؛ محمود که نمی‌خواست با او درگیر شود، شهر را رها کرد و در کنار مرورود اردو زد و منتظر تصمیم بعدی امیر منصور و اقدامات بعدی بگتوزون نشست. بگتوزون در سرخس به حضور امیر رسید و چون امیر او را به درستی تحویل نگرفت، احساس کرد که امیر می‌خواهد خراسان را به محمود بدهد.
در سال ۳۸۹ (قمری) بگتوزون و فایق به توطئه، امیر منصور را بازداشت کردند و برادر خردسالش عبدالملک را به سلطنت رساندند (۱۹ بهمن ۳۷۷ ه‍.ش).